# Tram Express Nord

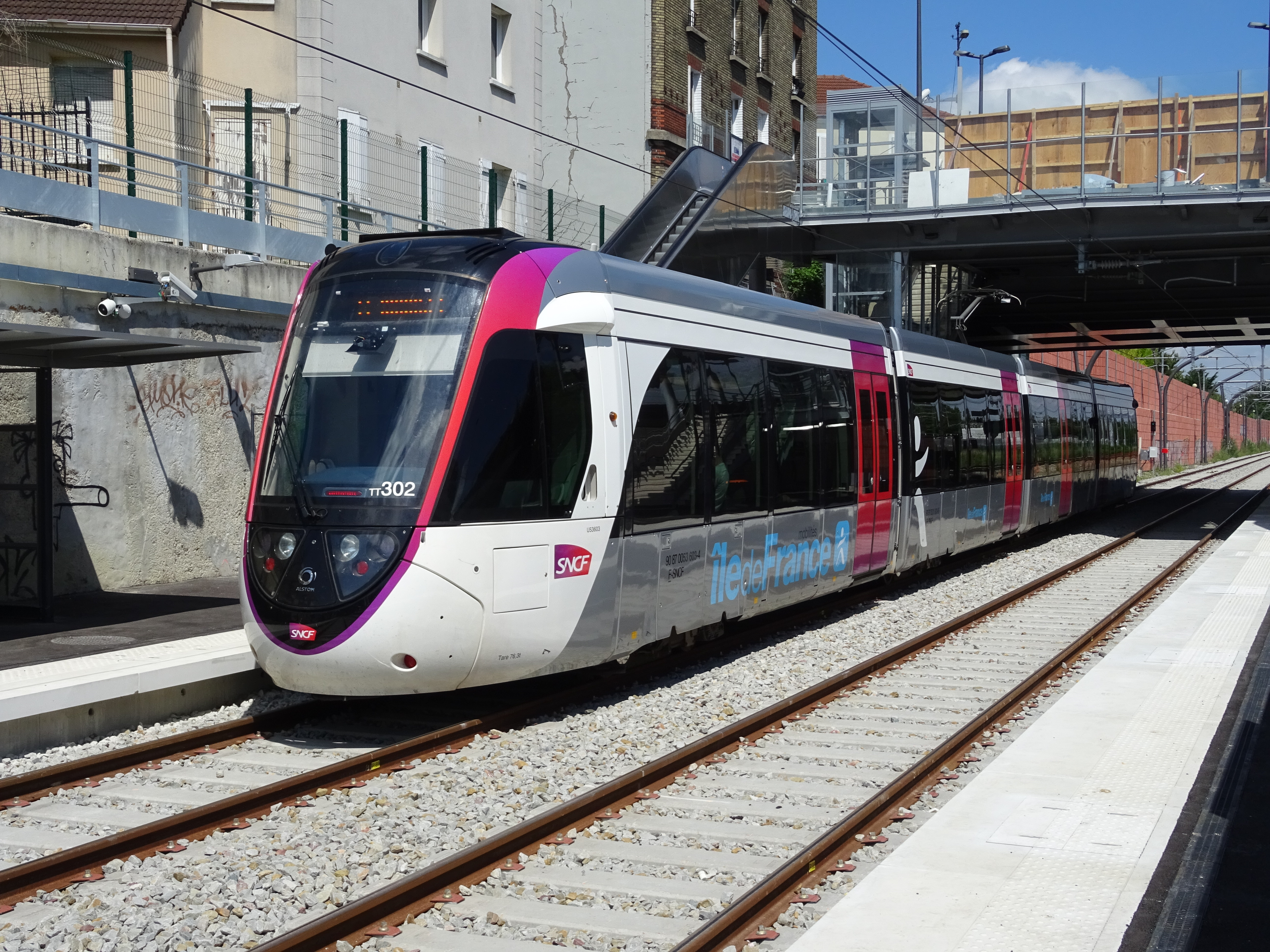
Citadis Dualis in der Station Epinay-Villetaneuse am 3. Juli 2017, dem dritten Betriebstag der ersten Teilstrecke zwischen Épinay-sur-Seine und Bourget

Die Linie T11 der Straßenbahn Île-de-France (auch als Tram Express Nord bzw. T11 Express bezeichnet) ist eine tangentielle Stadtbahn-Verbindung in der Region Île-de-France, welche die Vororte nördlich bzw. nordöstlich im Großraum Paris bedient. Seit 2017 verbindet sie Épinay-sur-Seine und Le Bourget, im Endausbau soll die Linie vom RER-Bahnhof Sartrouville im Département Yvelines zum Bahnhof Noisy-le-Sec im Département Seine-Saint-Denis führen.
Die Linie T11 wird zwar als Tram-Train bezeichnet, sie hat aber den Charakter einer deutschen Stadtbahn. Im Gegensatz zu anderen Tram-Train-Linien, auch im Großraum Paris, ist die Linie T11 rein als Eisenbahn ausgeführt. Die Linien verkehrt ausschließlich auf eigener Trasse und wechselt nicht, wie für Tram-Trains üblich, in den Straßenbahnbetrieb mit Verkehr im Straßenraum. Der Betrieb wird allerdings mit für Tram-Train typischen Fahrzeugen, den Citadis Dualis, durchgeführt.
Die Inbetriebnahme auf der mittleren Teilstrecke zwischen den Bahnhöfen Épinay-sur-Seine und Le Bourget fand am 1. Juli 2017 statt. Die Projektplanung erfolgte durch den regionale Aufgabenträger STIF (nunmehr Île-de-France Mobilités), für den Bau waren SNCF bzw. RFF (heute SNCF Réseau) verantwortlich. Betrieben wird die Linie durch Stretto, eine gemeinsame Tochter der SNCF und Keolis.
Ursprünglich war die Inbetriebnahme auf der Gesamtstrecke mit dem Zeithorizont 2020 geplant, derzeit ist ein Fertigstellungsdatum nicht absehbar. 

## Strecke und Bauphasen
In der Anfangsphase der Planungen wurde die Bezeichnung Tangentielle Nord verwendet, welche Anfang 2014 durch den Terminus Tram Express Nord ersetzt wurde. Seit Sommer 2016 wird sie als Linie T11 bezeichnet.

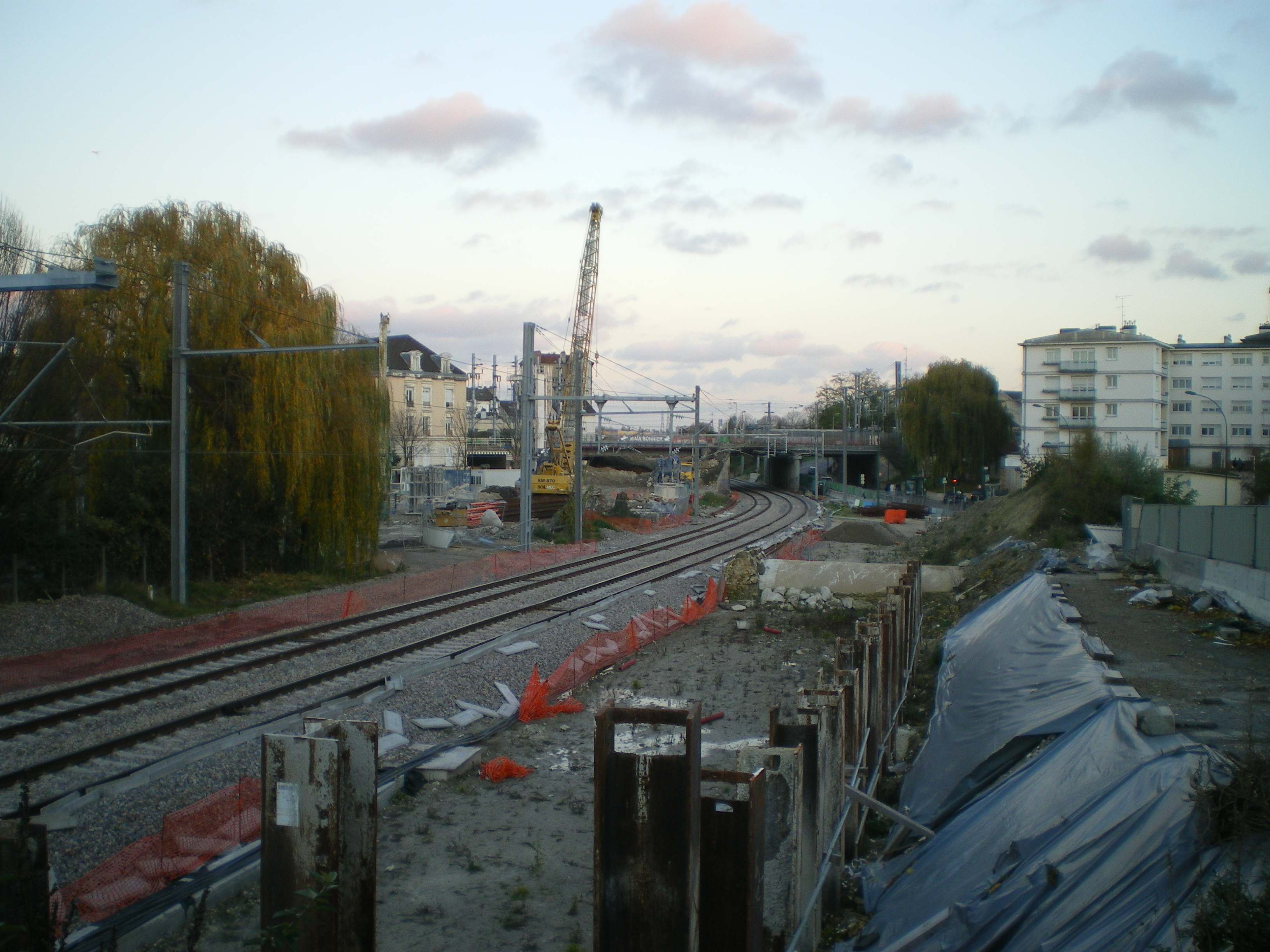
Bauarbeiten an der Tangentielle Nord in der Nähe des Bahnhofs Épinay-Villetaneuse; November 2012

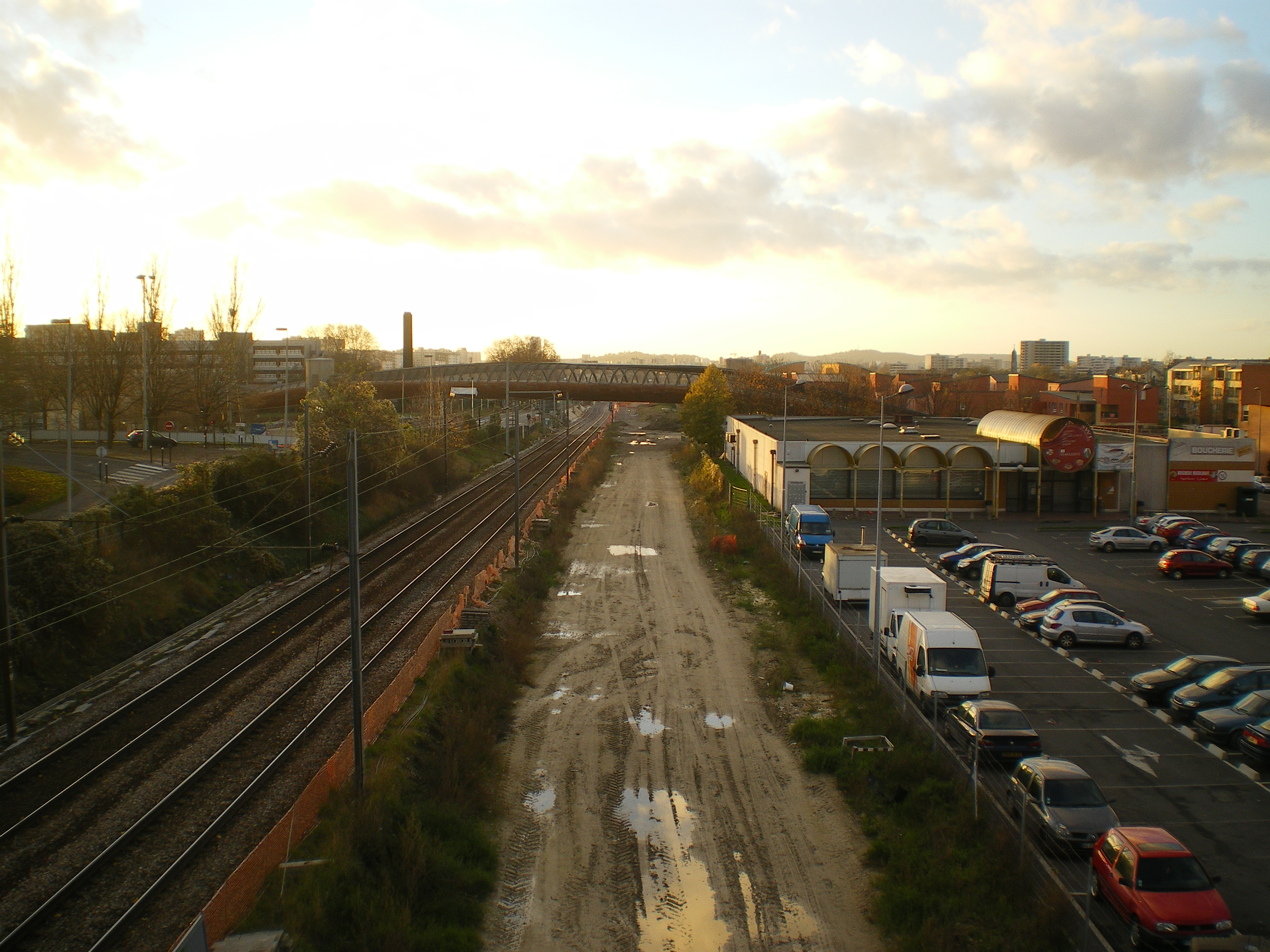
Villetaneuse: Neben der Bahnlinie Grande Ceinture ist die zukünftige Trasse des Tram Express Nord zu erkennen (Nov. 2012)

Die Linie wird im Endzustand eine Länge von 28 km aufweisen und über 14 Haltestellen verfügen. Im derzeitigen ersten Ausbauzustand werden 7 Haltestellen auf 11 Kilometer Strecke bedient. Die Linie T11 bietet Umsteigemöglichkeiten zum RER, Transilien, weiteren Straßenbahnlinien und künftig auch zum Grand Paris Express geben. 
Bei diesem Projekt wurde ein neuartiger Ansatz aufgegriffen: Da die Strecke ausschließlich für den Personenverkehr vorgesehen ist, wird sie nicht einer Vollbahn entsprechend ausgebaut, sondern eher wie eine deutsche Stadtbahn: Der Gleisabstand und damit die Planumsbreite ist geringer (8,5 statt der sonst üblichen 10 m) und es kommen leichte Tram-Train-Fahrzeuge zum Einsatz, wodurch sich sowohl der Lärmpegel in Grenzen hält als auch die Anforderungen an den Streckenbau sinken. Die zweigleisige Trasse wird neben der bereits vorhandenen und primär für den Güterverkehr benutzten Ligne de la grande ceinture de Paris, der Pariser Ringbahn, gebaut.

### Der mittlere Bauabschnitt
Der Abschnitt Epinay-sur-Seine – Le Bourget ist das Mittelstück der Strecke und wurde zuerst gebaut. Zu den vier bereits bestehenden Bahnhöfen kamen drei neue hinzu. Alle sind Umsteigestellen zu anderen Nahverkehrsstrecken. Sieben Bahnübergänge wurden durch Brücken bzw. Unterführungen ersetzt.

Schema des mittleren Abschnitts

Mit den ersten vorbereitenden Bauarbeiten wie der Verlegung von Versorgungsleitungen wurde 2009 begonnen und ab Dezember 2010 wurde an der Infrastruktur der Strecke gearbeitet. Am 1. Juli 2017 wurde dieser Abschnitt in Betrieb genommen.
Ungewöhnlich für eine Straßenbahnlinie ist die Ausstattung der Strecke: Der mittlere Haltestellenabstand beträgt knapp 2 km. Die Betriebsspannung beträgt 25 kV. Die Züge fahren mit einer Höchstgeschwindigkeit von 100 km/h, wodurch eine Reisegeschwindigkeit von fast 50 km/h erreicht wird.

### Verlängerung nach Westen
Es entstehen vier neue Bahnhöfe:
- Sartrouville
- Sartrouville Val Notre-Dame
- Val d'Argenteuil
- Argenteuil

### Verlängerung nach Osten
Es entstehen drei neue Bahnhöfe:
- Drancy-Bobigny
- Bobigny-La-Folie
- Noisy-le-Sec

## Betrieb, Fahrzeuge und Wartung

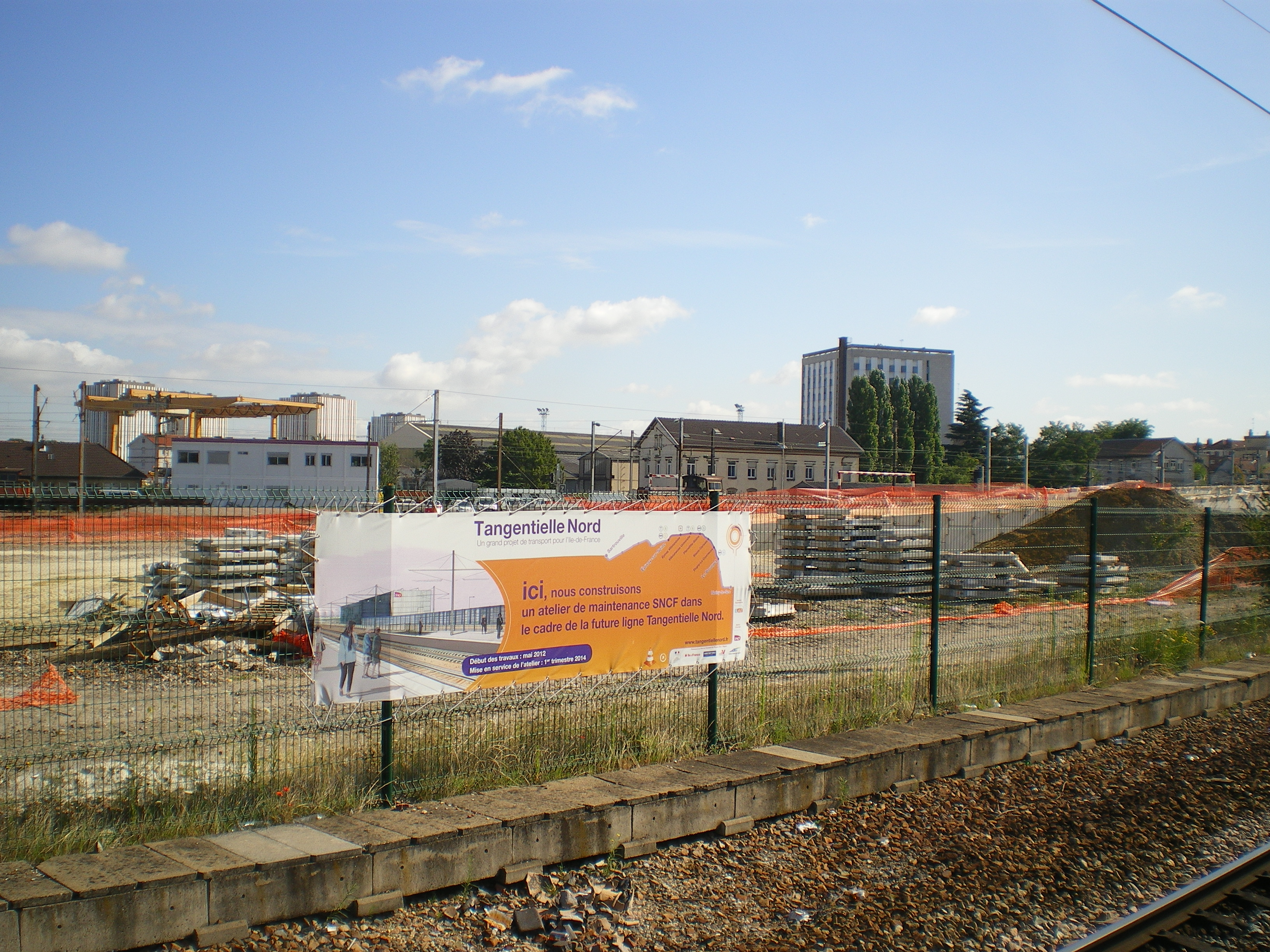
Baustelle des zukünftigen Betriebshofes bei Noisy-le-Sec (2012)

Der Betrieb wird nicht mit klassischen Vollbahnfahrzeugen, sondern mit Tram-Train-Fahrzeugen des Typs Citadis Dualis durchgeführt. Die Fahrzeuge sind 42 Meter lang, 2,65 Meter breit und fassen 250 Fahrgäste. Die Höchstgeschwindigkeit beträgt 100 km/h.
Aktuell werden 11 Züge benötigt. Nach Fertigstellung der Gesamtstrecke kommen 38 Garnituren zum Einsatz. Die Wartung der Fahrzeuge erfolgt im Betriebshof in Noisy-le-Sec, welcher am 15. September 2016 offiziell eingeweiht wurde. Dort befindet sich auch die Streckenleitzentrale.
Das STIF beschloss Anfang Juni 2014 den Kauf von 15 vierteiligen Dualis-Garnituren. Die Auslieferung begann im Sommer 2016. Am 1. Juli 2017 wurde auf dem ersten Streckenabschnitt zwischen Epinay und le Bourget der Betrieb aufgenommen. Die Kosten in Höhe von 88 Millionen Euro übernimmt das STIF.
Zur Hauptverkehrszeit ist ein Intervall von fünf Minuten vorgesehen, ansonsten fahren die Züge im Zehnminutentakt. Die Gesamtfahrzeit von Sartrouville bis Noisy-le-Sec soll 35 Minuten betragen.

## Fahrgastzahlen und Anschlüsse an das Schienennetz
Auf dem ersten Streckenabschnitt werden 42 000 Reisende pro Tag erwartet. Die Bahn hat Anschlüsse an die RER-Linien RER B, RER C und RER D, an die Linie H des Transilien-Netzes, die Straßenbahnlinie T8 und später auch an die Linien 16 und 17 des Projektes Grand Paris Express.
Nach Fertigstellung der Gesamtstrecke rechnete man 2016 mit bis zu 250 000 Fahrgästen täglich. Auf den Verlängerungsstrecken entstehen Anschlüsse zu den Linien RER A, RER E und zu den Linien L und J des Transilien.